# Лудзя-Норья
Лудзя-Норья — деревня в Завьяловском районе Удмуртии, входит в Подшиваловское сельское поселение. Находится в 25 км к юго-западу от центра Ижевска. Расположена на реке Лудзинка.